# Klibanariusze

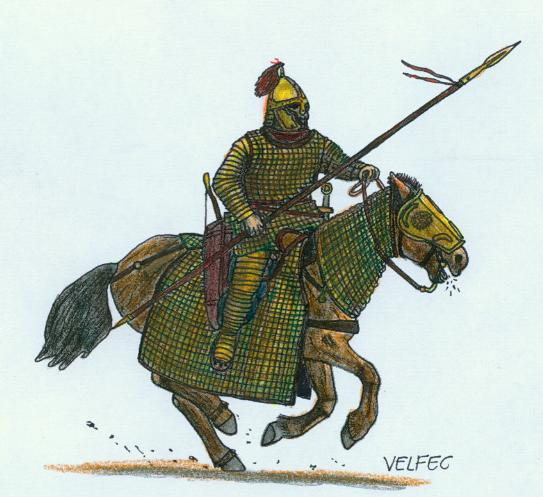
Rekonstrukcja wyglądu bizantyjskiego Klibanariusza z V w.

Klibanariusze (gr. κλιβανοφόροι; łac. clibanarii lub clibinarii) – powstała około III wieku n.e. ciężkozbrojna jazda, używana w starożytności i średniowieczu przez Sasanidów, Rzymian i Bizantyjczyków.
Zgodnie z większością przekazów, klibanariusze byli ciężko opancerzoną jazdą, przeznaczoną przede wszystkim do walki z innymi jeźdźcami.
Uzbrojenie zaczepne klibanariusza składało się z długiej (360 cm), dwuręcznej włóczni zwanej kontosem bądź kontarionem, miecza lub ciężkiej buławy i łuku refleksyjnego. Uzbrojenie ochronne stanowił hełm, mała okrągła tarcza (katafrakci rzadko jej używali), oraz kaftan z kolczugi zakrywający ciało od nadgarstków do kolan na który nakładano zbroję lamelkową, karacenową lub kaftan z pikowanej tkaniny (przeszywanica). Osłoną nóg były pokryte kolczą plecionką spodnie dodatkowo wzmacniane, jak przedramiona, metalowymi obręczami.
Zbroję wierzchowca stanowił pikowany lub ponaszywany płytkami z metalu, rogu czy kości kropierz. Często ograniczano się tu tylko do płytkowego napierśnika i naczółka osłaniającego nos, czoło i oczy konia.
Dla porównania katafrakci służyli do walki z piechotą wroga, a co za tym idzie, posiadali dobrze opancerzone konie, chronione przed ciosami z dołu i rzadko używali tarcz. Atakowali w szyku prostym złożonym z kilku szeregów. 
W praktyce ten sam wyszkolony jeździec, mógł w zależności od potrzeby i rozłożenia szyku, walczyć zarówno jak klibanariusz i jak katafrakt. Dlatego tak często obie formacje są mylone nie tylko w źródłach, ale i w opracowaniach historycznych.

## Wizerunki klibanariuszy z epoki

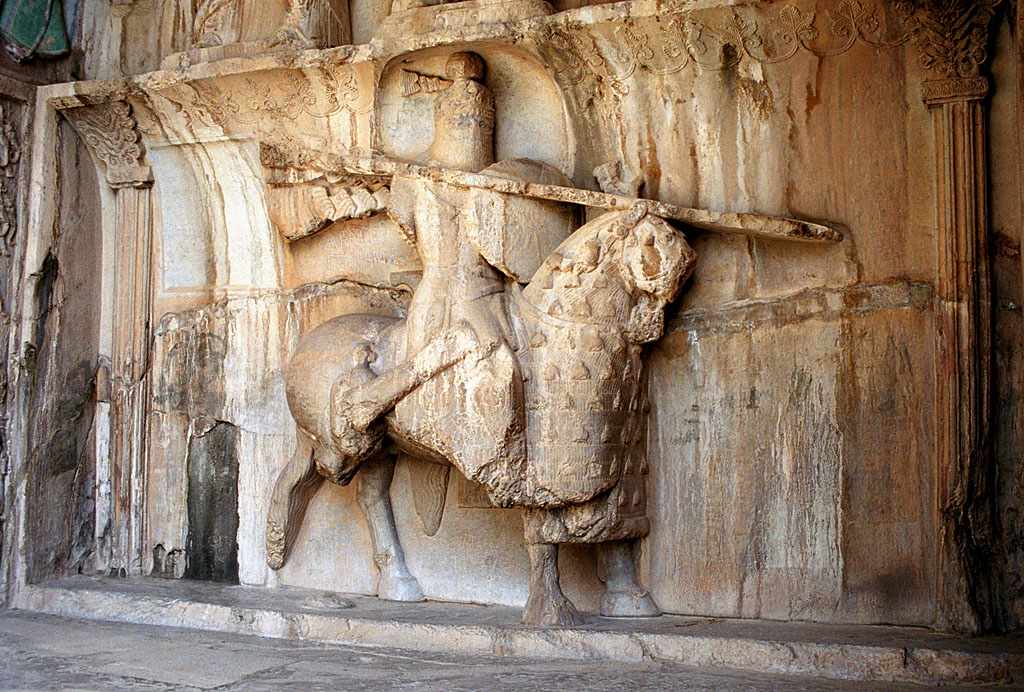
Płaskorzeźba z Taq-i-Bostan przedstawiająca Peroza II jako Klibanariusza

- relief naskalny z III w. n.e. w Firuzabadzie przedstawiający króla perskiego z dynastii Sasanidów, Szapura I obalającego z konia króla partyjskiego Artabana IV. Obaj antagoniści noszą podobne zbroje, ale Parta można rozpoznać po chorągiewce na czubku hełmu.
- płaskorzeźba skalna w Taq-i-Bostan przedstawiająca króla perskiego z dynastii Sasanidów, Peroza II (459–484). Nosi on hełm o kulistym szczycie dzwonu i czepcu kolczym okrywającym w całości kark i twarz, z niewielkimi otworami na oczy i kolczugę w formie tuniki. W prawej ręce dzierży włócznię, a w lewej okrągłą tarcze. U prawego boku ma kołczan ze strzałami, a u lewego łuk refleksyjny w łubiu (futerale). Grzywę, szyję, pierś i górną partię przednich kończyn jego konia okrywa zbroją lamelkową.